# 鳥取市歴史博物館

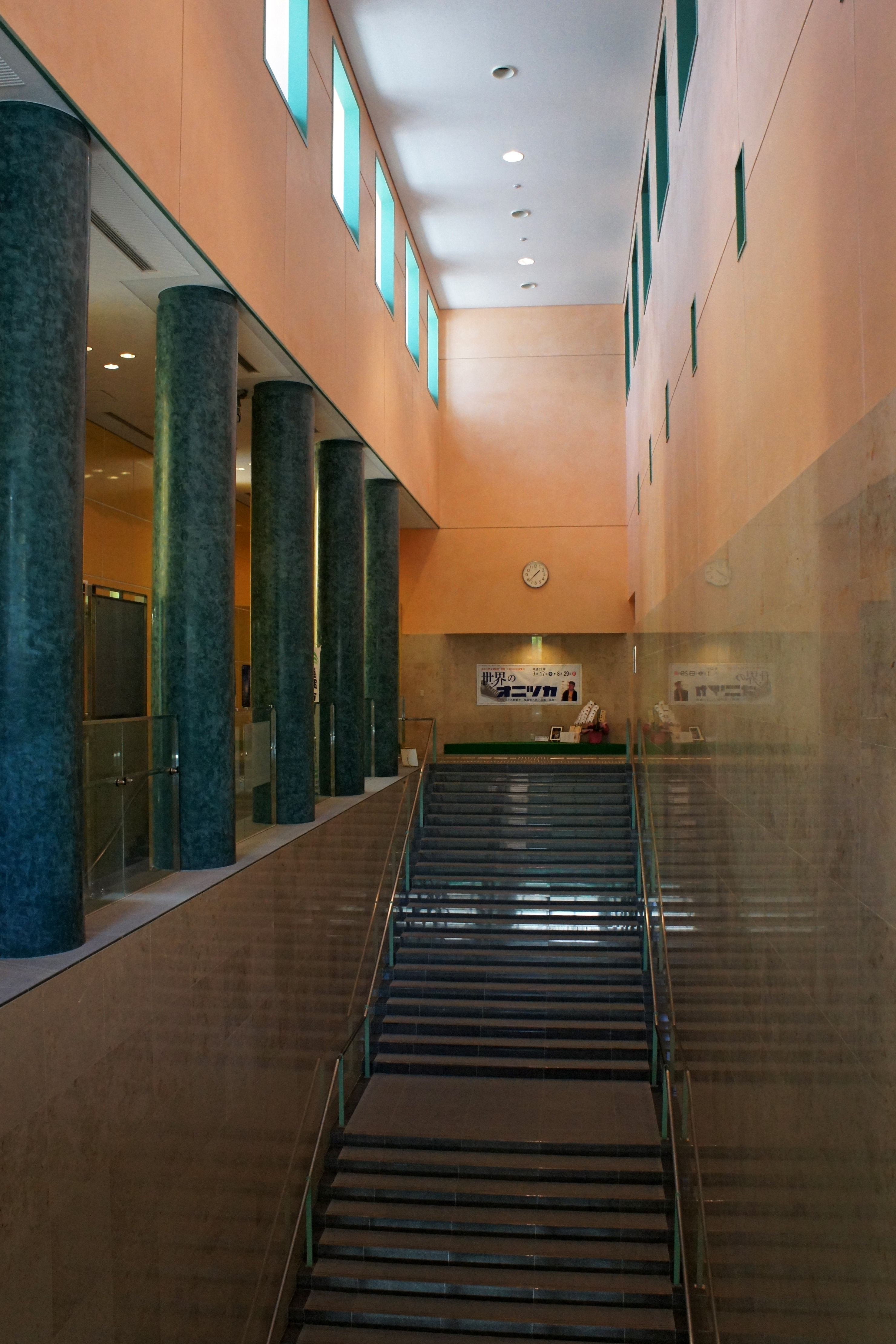
館内、エントランスホールより

鳥取市歴史博物館（とっとりしれきしはくぶつかん）は鳥取県鳥取市に所在する博物館。愛称はやまびこ館。公益財団法人鳥取市文化財団が運営する。

## 概要
- 1991年（平成3年）に策定された第5次鳥取市総合計画に基づき鳥取市歴史民俗資料館（仮称）の建設が計画され、2000年（平成12年）7月1日に樗谿神社（現・鳥取東照宮）参道に開館した。
- 館内では、鳥取の歴史風土文化に関する展示を行っている。
- 2021年4月3日に地下常設展示室のリニューアルを行った。

## 施設
- 常設展示室 9ゾーン
  - 鳥取シアター
- 特別展示室
- ミュージアムショップ
- 授乳室・救護室
- ミュージアムカフェ
- 駐車場63台（うち２台は大型バス用）

## 利用情報
- 開館時間 - 9時から17時 （入館は16時30分まで）
- 休館日 - 毎週月曜日（祝日の場合は開館）、 祝日の翌日、年末年始（12月29日から翌年の1月1日まで）
- 所在地 - 〒680-0015 鳥取県鳥取市上町88

## 交通アクセス
- JR西日本 鳥取駅下車、コミュニティバスくる梨（赤コース）で「樗谿公園やまびこ館前」下車、徒歩すぐ。

## 周辺
- 鳥取東照宮
- 樗谿公園
- 興禅寺
- 廣徳寺
- 観音院